# Fi Leonis
Fi Leonis (φ Leo / 73 Leonis / HD 98058) es una estrella en la constelación de Leo de magnitud aparente +4,47. Está situada a 195 años luz de distancia del sistema solar.
Fi Leonis es una subgigante blanca de tipo espectral A7IVn, lo que implica que es una estrella en evolución más luminosa y con mayor diámetro que una estrella blanca de la secuencia principal. En dicha etapa ha finalizado la fusión del hidrógeno en el núcleo estelar, contrayéndose éste, lo que provoca un aumento de temperatura que traslada la fase de fusión de hidrógeno a la capa que rodea el núcleo.
Con una luminosidad 51 veces mayor que la luminosidad solar, el diámetro de Fi Leonis es 2,9 veces más grande que el del Sol. 
Su velocidad de rotación proyectada —límite inferior de la misma que depende de la inclinación con la que observamos su eje de rotación— es de 250 km/s.
Tiene una temperatura efectiva de 7481 K y una masa 2,30 veces mayor que la masa solar.
Su edad se estima en 410 millones de años.
Una tenue estrella de magnitud +9,3, visualmente a 88 segundos de arco, puede estar físicamente asociada con Fi Leonis.
En 2017, utilizando telescopios de todo el mundo, y con la colaboración de investigadores internacionales, el grupo de investigación Ontherocks de la Universidad Autónoma de Madrid (UAM), dirigidos por Eva Villaver, realizó un seguimiento sistemático de 100 estrellas. Lograron detectar de esta forma una gran cantidad de material exocometario en la estrella Φ (Phi) de la constelación Leo. La primera estrella en la que se detectó la presencia de exocometas fue β-Pictoris, hace 40 años. Hasta ahora, ninguna otra estrella había presentado la frecuencia de eventos de β-Pic. Esto convierte a Φ-Leo en la segunda estrella conocida en cantidad de material evaporándose en torno a su estrella y en un objetivo potencial para la búsqueda de exoplanetas, así como para el estudio de la formación y evolución planetaria.